# Ferdinand Ducarre
Pour les articles homonymes, voir Ducarre.
Ferdinand Ducarre est un homme politique français né le 24 novembre 1819 à Lhuis (Ain) et décédé le 2 juillet 1883 à Lyon (Rhône).
À la tête d'une fabrique de toiles cirées et imperméables, il est conseiller municipal de Lyon de 1848 à 1851. Opposant à l'Empire, il redevient conseiller municipal de Lyon le 15 septembre 1870. Il est représentant du Rhône de 1871 à 1876, inscrit au groupe de la Gauche républicaine. 

## Sources
- « Ferdinand Ducarre », dans Adolphe Robert et Gaston Cougny, Dictionnaire des parlementaires français, Edgar Bourloton, 1889-1891 [détail de l’édition]